# 嶋村輝郎
嶋村 輝郎（しまむら てるお、1941年3月18日 - ）は、日本の実業家。ニコン代表取締役社長を務めた。全国発明表彰発明実施功績賞受賞。

## 人物・経歴
北海道旭川市出身。1960年北海道旭川西高等学校卒業。1964年東北大学理学部物理学科卒業、日本光学工業（現ニコン）入社。1979年精機事業部精機営業部第二販売課長。1985年精機事業部精機営業部グループマネージャー。1995年取締役精機事業部長に昇格。1997年常務取締役精機事業本部長。1999年精機カンパニープレジデント。2001年から代表取締役社長兼COOを務め、収益性の確保にあたった。2002年度全国発明表彰発明実施功績賞受賞。